# Linyphia polita
Linyphia polita är en spindelart som beskrevs av John Blackwall 1870. Linyphia polita ingår i släktet Linyphia och familjen täckvävarspindlar. Inga underarter finns listade i Catalogue of Life.